# Jaume de Casanova
Jaume de Casanova (Xàtiva, 1435 - Roma, 4 de juny de 1504) va ser un cardenal valencià de començaments del segle xvi.

## Biografia
Casanova és el protegit del futur papa Alexandre VI i protonotari apostòlic.
El papa Alexandre VI el fa cardenal en el consistori del 31 de maig de 1503, i li dona el títol cardenalici de la basílica San Stefano Rotondo. La seva creació és publicada el 2 de juny de 1503.
L'agost de 1503, és present a les misses papals per al papa agonitzant. El papa Alexandre Vi mor el 18 d'agost, i l'endemà, el seu fill Cèsar Borja envia el seu tinent Micheletto Corella, al cap d'un grup armat, a les portes dels pisos pontificis, per exigir-ne els claus i requisar els béns preciosos i els diners deixats al cofre del papa difunt. El cardenal Casanova, guardià de les claus, s'hi oposa, declarant els pisos pontificis inviolables fins a l'elecció del papa successor. Micheletto Corella treu llavors un punyal i amenaça perillosament el cardenal. Commocionat i aterrit, el cardenal Casanova no pot fer altra cosa que lliurar les claus.
El cardenal Casanova participa als dos conclaves de 1503 (elecció dels papes Pius III i a continuació Juli II), però hi té un paper desdibuixat a causa de la seva mala salut. És enterrat a la Basílica de Santa Maria del Popolo.